# Komoditní burzovnictví
Komoditní burzovnictví je odvětví finančního trhu. Komodity jsou obchodovány prostřednictvím komoditních burz, na kterých se však již v současnosti neobchoduje s komoditami jako takovými, ale spíše s cennými papíry odvozenými od komodit. V Česku není zatím komoditní burzovnictví příliš rozšířené.

## Historie komoditního burzovnictví
Rozvoj komoditního burzovnictví v České republice datujeme do druhé poloviny 19. století. Původně se obchodovalo s obilím a dalšími zemědělskými plodinami na týdenních trzích, avšak rozvoj dopravy a obchodu přiměl obchodníky k tomu, aby usilovali o zřízení střediska pro obchod se zemědělskými plodinami. Snahy těchto obchodníků se podařilo naplnit v roce 1871, kdy v Praze vznikla Pražská burza na zboží a cenné papíry. Na této burze se obchodovalo s cennými papíry, ale také s komoditami, zejména s obilím a dalšími zemědělskými produkty.
V rámci Rakouska-Uherska byla tato burza obzvláště úspěšná v obchodování s cukrem, avšak po první světové válce začal obchod s komoditami upadat a burza se proto soustředila pouze na obchod s cennými papíry. 
První čistě komoditní burzou byla Pražská plodinová burza, která byla založena v roce 1894. Díky rozvoji zemědělství byly poté založeny burzy v Olomouci a Brně. Jejich činnost byla však přerušena druhou světovou válkou, po níž již většina burz svoji činnost neobnovila. Zbylé burzy byly poté zrušeny nařízením vlády č.32/1952 Sb., o zrušení plodinových burz.

### Komoditní burzovnictví po roce 1989
Zájem o obchodování s komoditami byl obnoven až po roce 1989 a následně byly v roce 1992 přijaty dva zákony, zákon o burze cenných papírů a zákon o komoditních burzách. Hlavní část právní úpravy komoditních burz je obsažena v zákoně č. 229/1992 Sb., o komoditních burzách. Tento zákon prošel od svého vzniku jedenácti novelizacemi, z nichž poslední významná byla provedena zákonem č. 247/2011 Sb.
V České republice existovalo svého času celkem 10 komoditních burz, jejich činnost byla však v průběhu let pozastavena zejména kvůli problémům s dodržováním zákona. V současné době je na území České republiky 5 komoditních burz, které vyvíjejí svou činnost.Jedná se o:
- Plodinová burza Brno
- Českomoravská komoditní burza Kladno
- HRAPRAKO komoditní burza
- Komoditní burza Říčany
- Power Exchange Central Europe

Mezi nejaktivnější burzy v České republice patří bezpochyby Power Exchange Central Europe, která se zabývá obchodováním s elektrickou energií.

## Dohled v oblasti komoditních burz
Dohled v oblasti komoditních burz je rozdělen mezi několik orgánů, které se společně podílejí na regulaci a kontrole obchodování na komoditních burzách v České republice. Orgány odpovědnými za regulaci a dohled nad komoditními burzami jsou Česká národní banka, Ministerstvo průmyslu a obchodu a Ministerstvo zemědělství. Státní povolení k provozování burzy je uděleno buď Ministerstvem průmyslu a obchodu, nebo Ministerstvem zemědělství, v závislosti na oblastech působnosti komoditních burz. Povolení je však burzám udělováno jen na základě dohody příslušného orgánu s Českou národní bankou. Na provozování regulovaného trhu a mnohostranného systému burzy dohlíží Česká národní banka. 
Obecně lze říci, že Ministerstvo zemědělství České republiky dozoruje obchody se zbožím pocházejícím ze zemědělské a lesnické výroby,Ministerstvo průmyslu a obchodu České republiky dohlíží na transakce s komoditami průmyslovými. Pro dohled nad komoditními burzami byla obzvlášť důležitá novela z roku 2011, která významně zvýšila pravomoci státního dozoru nad komoditními burzami a zpřísnila požadavky na zakladatele burzy. Dohledovou činnost ministerstev lze rozdělit na 3 základní oblasti:
- povolovací činnost
- oblast dosazování burzovních komisařů
- dozorová činnost (dohled na dálku a činnost burzovního komisaře)

Činnost burzovního komisaře spočívá zejména v kontrole činnosti burz, burzovních dohodců a stanovování opatření k nápravě v případě zjištění nedostatků v činnosti komoditních burz.